# Архіваріус
Архіва́ріус — працівник, який проводить роботу з архівами.

## Етимологія
В українську мову термін «архіваріус», як похідний від терміна «архів» прийшов через німецьку мову з латинської (лат. archivum походить від грец. ἀρχεĩον — «адміністративна установа, відомство», похідного від ἀρχή — «влада, правління; початок», пов'язаного з етимологічно неясним дієсловом ἄρχω — «починаю; (я) є першим; керую»).

## Завдання та обов'язки

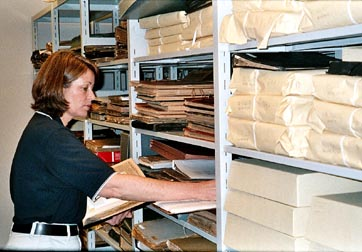
Архіваріус

Проводить роботу з ведення архівної справи на підприємстві. Організовує і забезпечує зберігання документів, які надійшли до архіву. Приймає та реєструє документи, які надійшли на зберігання, від структурних підрозділів підприємства, роботу з якими у діловодстві закінчено. Бере участь у розробленні номенклатури справ, перевіряє правильність формування та оформлення справ під час їх передавання до архіву.
Згідно із чинними правилами шифрує справи. Систематизує і розміщує справи, веде їх облік. Готує зведені описи справ постійного і тимчасового термінів зберігання, а також акти для передавання справ на державне зберігання, на списання і знищення матеріалів, строки яких минули. Бере участь у роботі з експертизи наукової та практичної цінності архівних документів.
Стежить за станом документів, їхнім своєчасним відновленням, дотриманням у приміщеннях архіву умов, необхідних для забезпечення їхнього збереження. Контролює додержання правил протипожежного захисту в приміщеннях архіву. Видає архівні копії та документи, готує необхідні довідки на основі відомостей, які є в документах архіву, веде їхній облік. Готує необхідні дані для складання звітності щодо роботи архіву. Вживає заходів щодо використання в роботі сучасних технічних засобів.
Повинен знати: нормативні правові акти, положення, інструкції, інші керівні матеріали та документи з ведення архівної справи на підприємстві; порядок зберігання і використання архівних документів; державну систему діловодства; порядок оформлення справ і підготовки їх до зберігання та користування, складання описів справ постійного і тимчасового терміну зберігання, актів про видалення та знищення документів та справ; порядок ведення обліку і складання звітності, структуру підприємства; основи організації праці, правила експлуатації технічних засобів; основи законодавства про працю; правила протипожежного захисту.